# World Men's Qualifying Series de 2015

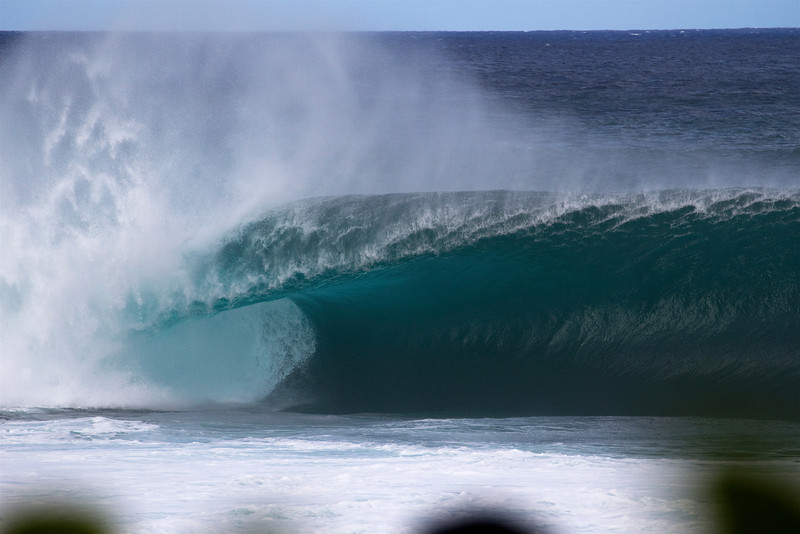
Pipeline, local de uma das etapas do circuito.

O World Men's Qualifying Series de 2015 (WQS) foi uma competição mundial de surfe, uma espécie de divisão de acesso ao WCT, levada a cabo pela liga profissional de surfe - WSL (World Surf League) denominada anteriormente por Associação de Surfistas Profissionais (Association of Surfing Professionals), de 1983 a 2014. Homens e mulheres competiram em tours como o WCT de Surfe entre outros, com eventos que tomaram lugar em diferentes locais entre os meses de janeiro a dezembro.
O brasileiro Caio Ibelli foi o campeão do WQS 2015 pela primeira vez apesar de não ter ganho nenhum evento, se tornando o 8º brasileiro a ganhar este título, trazendo a 10ª taça para o Brasil e se classificando para disputar o WCT 2016.

## Calendário de provas
| Evento | Nome do Evento                    | Local              | Data                           | Vencedor           | Pontuação |
| ------ | --------------------------------- | ------------------ | ------------------------------ | ------------------ | --------- |
| 1      | Shoe City Pro                     | Estados Unidos     | 5 - 7 de janeiro               | Kolohe Andino      | 1,000     |
| 2      | Volcom Pipe Pro                   | Havaí              | 29 de janeiro - 8 de fevereiro | John John Florence | 3,000     |
| 3      | Scoot Burleigh Pro Men            | Austrália          | 30 de janeiro - 1 de fevereiro | Mitch Crews        | 1,000     |
| 4      | Hurley Australian Open            | Austrália          | 9 - 15 de fevereiro            | Kolohe Andino      | 6,000     |
| 5      | Burton Automotive Pro             | Austrália          | 16 - 22 de fevereiro           | Alejo Muniz        | 6,000     |
| 6      | Rip Curl Pro Argentina            | Argentina          | 31 de março - 5 de abril       | Robson Santos      | 1,500     |
| 7      | Papara Surf Festival              | Polinésia Francesa | 8 - 12 de abril                | Taumata Puhetini   | 1,000     |
| 8      | Martinique Surf Pro               | Martinica          | 21 - 26 de abril               | Joshua Moniz       | 3,000     |
| 9      | Oakley Lowers Pro                 | Estados Unidos     | 28 de abril - 2 de maio        | Filipe Toledo      | 10,000    |
| 10     | Komune Bali Pro                   | Indonésia          | 1 - 4 de maio                  | Taj Burrow         | 1,000     |
| 11     | Quiksilver Pro Saquarema          | Brasil             | 5 - 10 de maio                 | Alex Ribeiro       | 10,000    |
| 12     | Local Motion Surf into Summer Pro | Havaí              | 22 - 25 de maio                | Joel Centeio       | 1,000     |
| 13     | Billabong Pro Shikoku             | Japão              | 3 - 7 de junho                 | Yujiro Tsuji       | 1,000     |
| 14     | Ballito Pro                       | África do Sul      | 29 de junho - 5 de julho       | Alejo Muniz        | 10,000    |
| 15     | Murasaki Shonan Open              | Japão              | 14 - 20 de julho               | Luel Felipe        | 1,500     |
| 16     | Men's Vans US Open of Surfing     | Estados Unidos     | 26 de julho - 2 de agosto      | Hiroto Ohhara      | 10,000    |
| 17     | Maui and Sons Arica Pro Tour      | Chile              | 4 - 9 de agosto                | Evento cancelado   | 1,500     |
| 18     | Quiksilver Uluwatu Challenge      | Indonésia          | 13 - 16 de agosto              | Jared Hickel       | 1,000     |
| 19     | Vans Pro                          | Estados Unidos     | 17 - 23 de agosto              | Kanoa Igarashi     | 3,000     |
| 20     | Soöruz Lacanau Pro                | França             | 18 - 23 de agosto              | Maxime Huscenot    | 3,000     |
| 21     | Pro Anglet                        | França             | 25 - 30 de agosto              | Bino Lopes         | 1,500     |
| 22     | WRV Outer Banks Pro               | Estados Unidos     | 26 - 30 de agosto              | Asher Nolan        | 1,000     |
| 23     | Pantin Classic Galicia Pro        | Espanha            | 1 - 6 de setembro              | Thiago Camarão     | 1,500     |
| 24     | Quiksilver Pro Casablanca         | Marrocos           | 8 - 12 de setembro             | Pedro Henrique     | 1,500     |
| 25     | Pacifico Belmar Pro               | Estados Unidos     | 10 - 13 de setembro            | Michael Dunphy     | 1,000     |
| 26     | SATA Azores Pro                   | Portugal           | 22 - 27 de setembro            | Jack Freestone     | 10,000    |
| 27     | Siargao Cloud 9 Surfing Cup       | Filipinas          | 24 - 29 de setembro            | John Mark Tokong   | 1,500     |
| 28     | Allianz Billabong Pro Cascais     | Portugal           | 28 de setembro - 4 de outubro  | Kolohe Andino      | 10,000    |
| 29     | Trump Hyuga Pro                   | Japão              | 9 - 12 de outubro              | Kaito Ohashi       | 1,000     |
| 30     | O'Neill Coldwater Classic         | Estados Unidos     | 14 - 18 de outubro             | Rafael Teixeira    | 1,500     |
| 31     | Hakstar Mattara Pro               | Austrália          | 17 - 18 de outubro             | Dale Lovelock      | 1,000     |
| 32     | Red Nose Pro15 Florianópolis SC   | Brasil             | 20 - 25 de outubro             | Deivid Silva       | 6,000     |
| 33     | Mahalo Surf Eco Festival          | Brasil             | 27 de outubro - 1 de novembro  | Kanoa Igarashi     | 6,000     |
| 34     | HIC Pro                           | Havaí              | 28 de outubro - 10 de novembro | Ian Walsh          | 3,000     |
| 35     | Oi HD São Paulo Open              | Brasil             | 2 - 8 de novembro              | Miguel Pupo        | 10,000    |
| 36     | Hawaiian Pro                      | Havaí              | 12 - 23 de novembro            | Wade Carmichael    | 10,000    |
| 37     | Vans World Cup                    | Havaí              | 24 de novembro - 6 de dezembro | Mick Fanning       | 10,000    |
| 38     | Taiwan Open of Surfing            | Taiwan             | 25 - 29 de novembro            | Perth Standlick    | 1,500     |

Fonte

## Ranking do WQS
| Posição | 1º | 2º | 3º-4º | 5º-8º | 9º |

| Ranking | Surfista       | Eventos | Eventos | Eventos | Eventos | Eventos | Pontos |
| Ranking | Surfista       | 1       | 2       | 3       | 4       | 5       | Pontos |
| ------- | -------------- | ------- | ------- | ------- | ------- | ------- | ------ |
| 1       | Caio Ibelli    | 8.000   | 6.500   | 6.500   | 5.200   | 3.800   | 30.000 |
| 2       | Kolohe Andino  | 10.000  | 6.000   | 5.200   | 5.200   | 2.100   | 28.500 |
| 2       | Jack Freestone | 10.000  | 6.500   | 4.500   | 3.800   | 3.700   | 28.500 |
| 4       | Miguel Pupo    | 10.000  | 6.500   | 3.700   | 3.700   | 2.200   | 26.100 |
| 5       | Filipe Toledo  | 10.000  | 8.000   | 6.500   | 1.000   |         | 25.500 |
| 6       | Alejo Muniz    | 10.000  | 6.000   | 3.700   | 2.200   | 1.550   | 23.450 |
| 7       | Kanoa Igarashi | 6.500   | 6.000   | 5.200   | 3.000   | 2.650   | 23.350 |
| 8       | Alex Ribeiro   | 10.000  | 5.200   | 3.700   | 2.100   | 1.550   | 22.550 |
| 9       | Conner Coffin  | 5.300   | 5.200   | 3.700   | 3.700   | 3.550   | 21.450 |
| 10      | Davey Cathels  | 8.000   | 8.000   | 2.200   | 1.550   | 1.550   | 21.300 |
| 10      | Ryan Callinan  | 5.300   | 5.200   | 3.700   | 3.550   | 3.550   | 21.300 |
| 12      | Stuart Kennedy | 5.100   | 4.500   | 3.700   | 3.600   | 3.550   | 20.450 |
| 13      | Jeremy Flores  | 8.000   | 8.000   | 2.300   | 1.000   | 600     | 19.900 |
| 13      | Dusty Payne    | 6.500   | 6.300   | 3.800   | 2.200   | 1.100   | 19.900 |

Legenda:
| WCT 2016 |

Fonte

## Pontuação das baterias
Os novos critérios de julgamento da ASP foram implementados em todos os  eventos da ASP a partir de 2005. 
As baterias geralmente duram 30 minutos, mas podem ter esta duração ampliada, caso as condições do mar não estejam boas, possibilitando que os surfistas tenham a chance de pegar mais ondas. Os surfistas podem pegar no máximo 15 ondas por bateria. Mas na soma de pontos, apenas as duas maiores são consideradas na nota final. A pontuação de cada onda vai de 0.0 a 10.0. Com isso, o máximo de pontos que um atleta pode atingir em uma sessão é 20.0. 
Para cada onda, o grupo de cinco juízes atribui suas notas segundo os critérios abaixo: 
- Comprometimento e grau de dificuldade;
- Inovação e progressão das manobras;
- Combinação de manobras fortes/expressivas;
- Variedade de manobras/repertório;
- Velocidade, força e fluidez.

Certos aspectos do surf pontuam mais, dependendo da localização e das condições ou mudanças das condições durante o dia.
Cada juiz dá sua nota e a melhor e a pior são cortadas. A média entre as três notas restantes é a nota final da onda surfada pelo atleta.
Escala de notas:
- [0.0 – 1.9: Fraca]
- [2.0 – 3.9: Regular]
- [4.0 – 5.9: Média]
- [6.0 – 7.9: Boa]
- [8.0 – 10.0: Excelente]

..

## Sistema de prioridades
Existe um sistema de prioridade nas baterias. A regra da prioridade não existe na 1ª rodada do ASP World Tour porque são realizadas baterias com três surfistas. A prioridade foi feita apenas para baterias homem-a-homem que se iniciam apenas na 2ª rodada. A regra da prioridade foi instituída em meados da década de 1980 e tem sido modificada ao longo dos anos com objetivo de melhorar cada vez mais o surf competitivo.
O surfista que chegou primeiro no outside ou lineup tem a prioridade de escolher a primeira onda e surfar para ambos os lados a onda escolhida, se ele quiser exercer. Desta forma, se o surfista com prioridade remar na onda e entrar nela, o outro surfista deve sair da onda sem atrapalhá-lo. Caso a prioridade não seja respeitada, o surfista que causou a interferência receberá zero pontos pela onda surfada e será penalizado com a anulação da segunda maior nota dele, computando apenas uma onda na nota final.
Um surfista perderá a prioridade assim que ele pegar uma onda e suas mãos deixarem a borda da prancha se preparando para se levantar. No caso em que ambos os surfistas concluírem uma onda até o inside, o primeiro surfista que retornar ao lineup receberá a prioridade. A Prioridade é indicada pela cor do disco de sinalização posicionado no palanque do Evento.
A partir de 2015, nova regra diz que os surfistas poderão ter a prioridade suspensa caso saiam da zona de “take off”, onde são formadas as ondas (entrada da onda, em cima do point e remar meio point abaixo). O atleta que fizer isso, vai receber um aviso do juiz
de prioridade.
.